# نادي الحسين (العراق)
نادي الحسين الرياضي هو أحد أندية الدوري العراقي مقره في مدينة الصدر في بغداد
تأسس عام 1999.